# Ranibas (Sindhuli)
Pour les articles homonymes, voir Ranibas.
Ranibas (en népalais : रानिबास) est un comité de développement villageois du Népal situé dans le district de Sindhuli. Au recensement de 2011, il comptait 5 067 habitants.